# Aeroporto internazionale di Vinh
L'aeroporto internazionale di Vinh ((VI)   sân bay quốc tế Vinh) è un aeroporto situato nei pressi della città di Vinh, nella provincia di Nghe An in Vietnam. È un aeroporto sia civile, sia militare, nonché una delle due principali basi militari del Vietnam, unitamente alla base aerea "Gia Lam", ad Hanoi.

## Traffico
Nel periodo 2002-2015, l'aeroporto ha conosciuto un incremento annuale di passeggeri del 43,89%, il più alto tasso tra gli aeroporti vietnamiti, raggiungendo il picco di 1,25 milioni di passeggeri nel 2014. Un nuovo terminale con una capacità di tre milioni di passeggeri all'anno e un costo stimato di 800 miliardi di đồng (all'incirca 37,65 milioni di dollari americani USD) è stato aperto nel 2015.
Sebbene sia un aeroporto internazionale, le destinazioni estere sono assai limitate. L'aeroporto di Vinh si raggiunge principalmente facendo scalo in un altro aeroporto vietnamita collegato con questo.

## Compagnie aeree e destinazioni
- Jetstar Pacific Airlines: Cam Ranh, Ho Chi Minh
- VietJet Air: Buon Ma Thuot, Da Lat, Ho Chi Minh, Pleiku
- Vietnam Airlines: Da Nang, Hanoi, Ho Chi Minh City
- Vietnam Airlines (operato da VASCO): Hanoi